# Lupenobjektiv

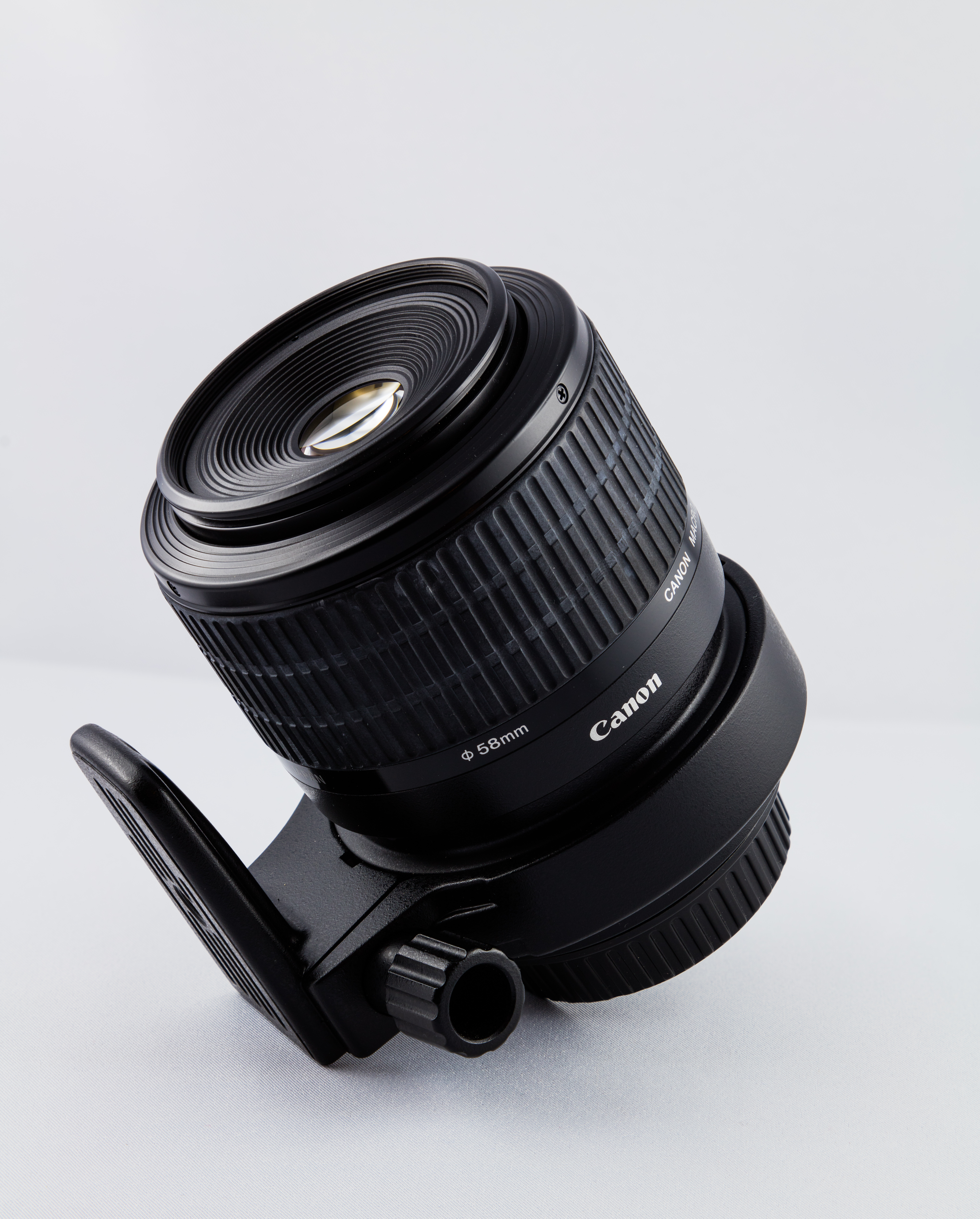
Lupenobjektiv Canon MP-E 2,8/65 mm

Als Lupenobjektiv bezeichnet man ein Objektiv, das für Abbildungsmaßstäbe von ca. 1:1 bis 20:1 optimiert ist. Für kleinere Abbildungsmaßstäbe verwendet man üblicherweise Makroobjektive, für noch größere Maßstäbe setzt man Mikroskope ein.

## Allgemeines
Lupenobenjektive besitzen i. d. R. keine eigene Möglichkeit zur Entfernungseinstellung. Bei gewähltem Auszug (und damit gesetztem Abbildungsmaßstab) wird über die Anpassung des Abstandes zwischen Objekt und Kamera fokussiert, wozu ein Einstellschlitten hilfreich ist. Im Unterschied zu Makroobjektiven können Lupenobjektive nicht auf unendlich fokussiert, sondern ausschließlich im Nahbereich eingesetzt werden.
Eine Irisblende ist in der Regel vorhanden. Lupenobjektive sollte man allerdings nicht stark abblenden, da dies insbesondere bei hohen Abbildungsmaßstäben mit einem Verlust an Auflösungsvermögen aufgrund von Beugung verbunden ist. Ein umfassender Schärfebereich kann mit der Technik des Focus stacking erzielt werden.

## Frühere Modelle
Heute werden nur noch relativ wenige Lupenobjektive gefertigt; die meisten Konstruktionen stammen aus den 1950er bis 1970er Jahren. Bekannte Baureihen waren beispielsweise die bis in die 1990er Jahre hinein gefertigten Luminare von Carl Zeiss oder die Photare von Leica mit Abbildungsmaßstäben von ca. 0,4- bis 40-fach jeweils über die gesamte Palette hinweg. Weitere Hersteller von Spezialobjektiven dieser Art waren etwa Nikon, Novoflex und Olympus (Zuiko).
Viele dieser Objektive besitzen ein RMS-Gewinde (W 0,8" × 1/36"), also den üblichen Anschluss für Mikroskop-Objektive. Diese können über einen entsprechenden Mikroskop-Adapter an handelsübliche Objektivbajonette angeschlossen werden. Der erforderliche Auszug ist z. B. über ein Balgengerät herzustellen.
Carl Zeiss hat in den 1960er und 1970er Jahren mit dem Tessovar ein Zoom-Lupenobjektiv gebaut, welches ähnlich wie ein Stereomikroskop an einer Stativhalterung befestigt wird. Es besitzt kein Okular, sondern wird mit einem Kameragehäuse betrieben. Der Abbildungsmaßstab umspannt 1,6- bis 6,4-fach und kann mit Zubehör-Vorsatzlinsen auf 0,4- bis 12,8-fach erweitert werden. Der Arbeitsabstand beträgt je nach Vergrößerung 3,6 bis 32 cm.

## Lupenobjektive mit Bajonettanschluss

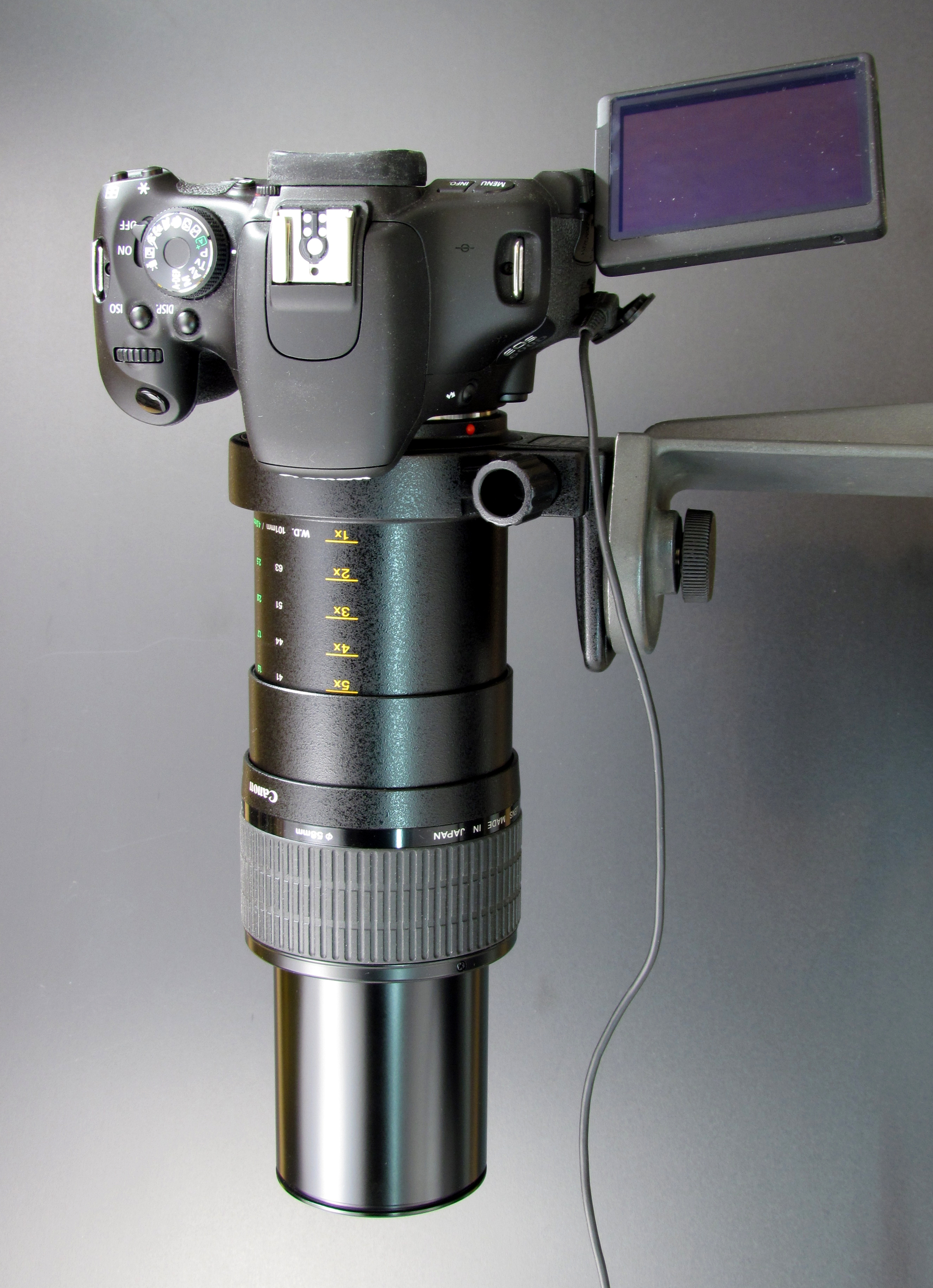
Das Canon-Objektiv MP-E 65 mm in voll ausgefahrenem Zustand

Diese Objektive werden direkt mit einem Kameragehäuse verbunden. Es ist kein zusätzlicher Auszug erforderlich. Dieser ist Bestandteil des Objektivs.
Canon baut seit 1999 mit dem MP-E 2,8/65 mm ein 65-mm-Vollformat-Lupenobjektiv mit Einstellschnecke. Es kann direkt an das Canon-EF-Kamerabajonett angeschlossen werden und ist für Abbildungsmaßstäbe von 1:1 bis 5:1 geeignet. Der Arbeitsabstand bei maximaler Vergrößerung beträgt ca. 4 cm.
Zhongyi Optics baut seit 2016 ein manuelles Vollformat-Lupenobjektiv, das Mitakon Creator 20 mm f/2,0, mit Einstellschnecke und einem variablen Abbildungsmaßstab von 4.0:1 bis 4,5:1. Es ist für verschiedene Objektivbajonette erhältlich, auch mit herstellerseitig fest montierten Adaptern für diverse APS-C-Format-Bajonettanschlüsse und für MFT. Das Objektiv ist äußerst kompakt konstruiert. Der Arbeitsabstand beträgt ca. 2 cm. Seit 2019 vertreibt Zhongyi Optics ein manuelles 85-mm-Vollformat-Lupenobjektiv mit einem variablen Abbildungsmaßstab von 1:1-5:1, das Mitakon Creator 85 mm f/2,8 1-5× Super Macro, welches für verschiedene Objektivbajonette erhältlich ist. Es zeichnet sich durch einen großen Arbeitsabstand aus.
Venus Optics baut seit 2018 ein manuelles Vollformat-Lupenobjektiv, das Laowa 25 mm f/2,8, mit Einstellschnecke und einem variablen Abbildungsmaßstab von 2,5:1 bis 5:1. Es ist ebenfalls für verschiedene Bajonette erhältlich. Mit Zubehöradaptern kann das Objektiv auch an APS-C- oder MFT-Format-Kameras verwendet werden. Der Arbeitsabstand bei maximaler Vergrößerung beträgt ca. 4 cm.